# Gabriel Pometcu
Gabriel Pometcu (ur. 23  lipca 1947  w Bukareszcie) – były rumuński bokser, dwukrotny medalista mistrzostw Europy. 
Startował w wadze piórkowej (do 57 kg). Zdobył w niej brązowy medal na mistrzostwach Europy w 1971 w Madrycie. Po wygraniu dwóch walk przegrał w półfinale z późniejszym mistrzem Ryszardem Tomczykiem. Na igrzyskach olimpijskich w 1972 w Monachium wygrał trzy walki (w tym z Jochenem Bachfeldem z NRD), zanim przegrał w ćwierćfinale z późniejszym mistrzem Borisem Kuzniecowem z ZSRR.
Ponownie zdobył brązowy medal na mistrzostwach Europy  w 1973 w Belgradzie, wygrywając m.in. z Kuzniecowem i Romanem Gotfrydem, a w półfinale przegrywając ze Stefanem Försterem z NRD. Na pierwszych mistrzostwach świata w 1974 w Hawanie przegrał pierwszą walkę.
Gabriel Pometcu był mistrzem Rumunii w boksie w wadze piórkowej w 1971 i 1972 oraz wicemistrzem w wadze koguciej (do 54 kg) w 1969 i 1970 i w wadze piórkowej w 1974